# Lathyrus pannonicus
Lathyrus pannonicus là một loài thực vật có hoa trong họ Đậu. Loài này được (Jacq.) Garcke miêu tả khoa học đầu tiên.

## Hình ảnh

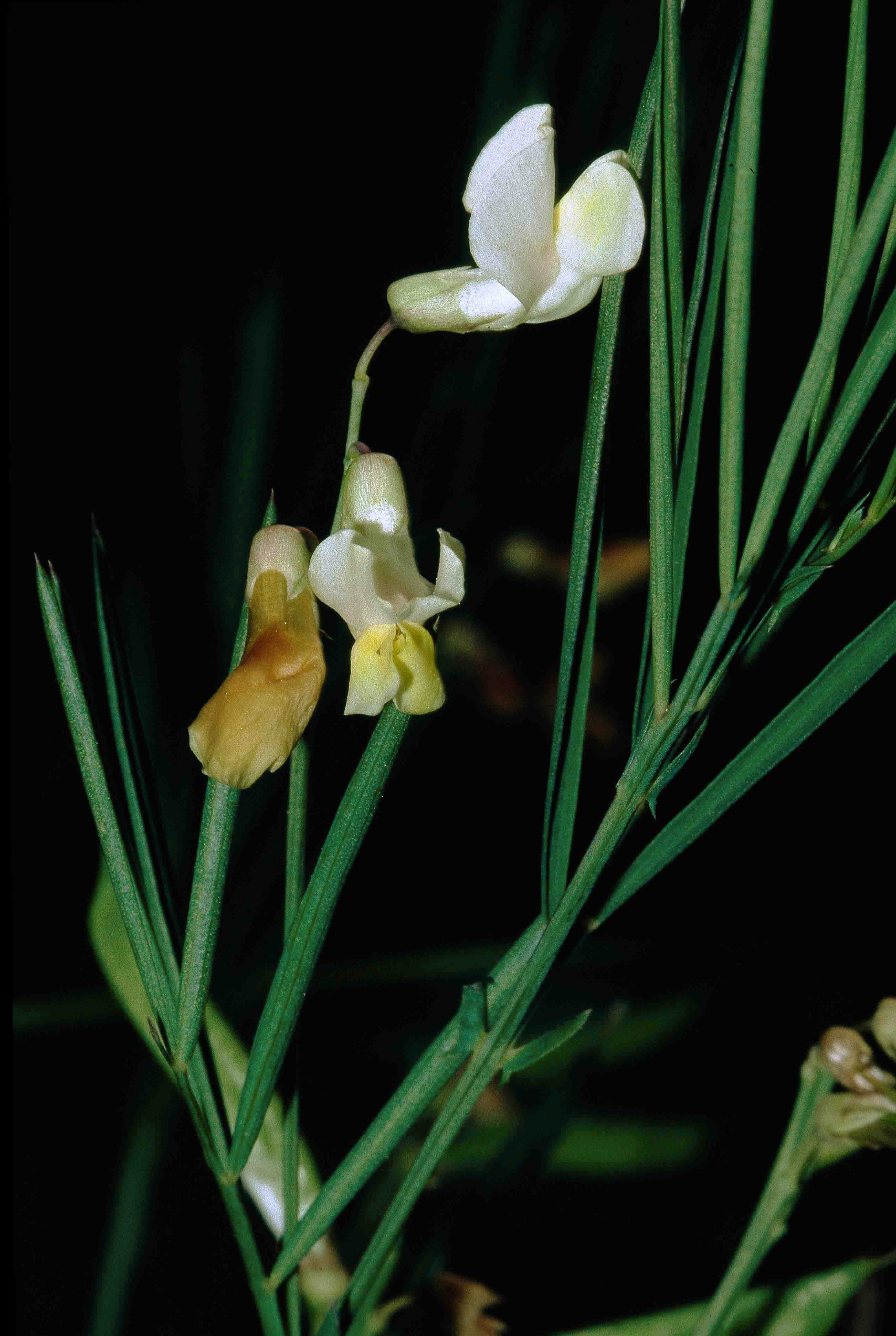
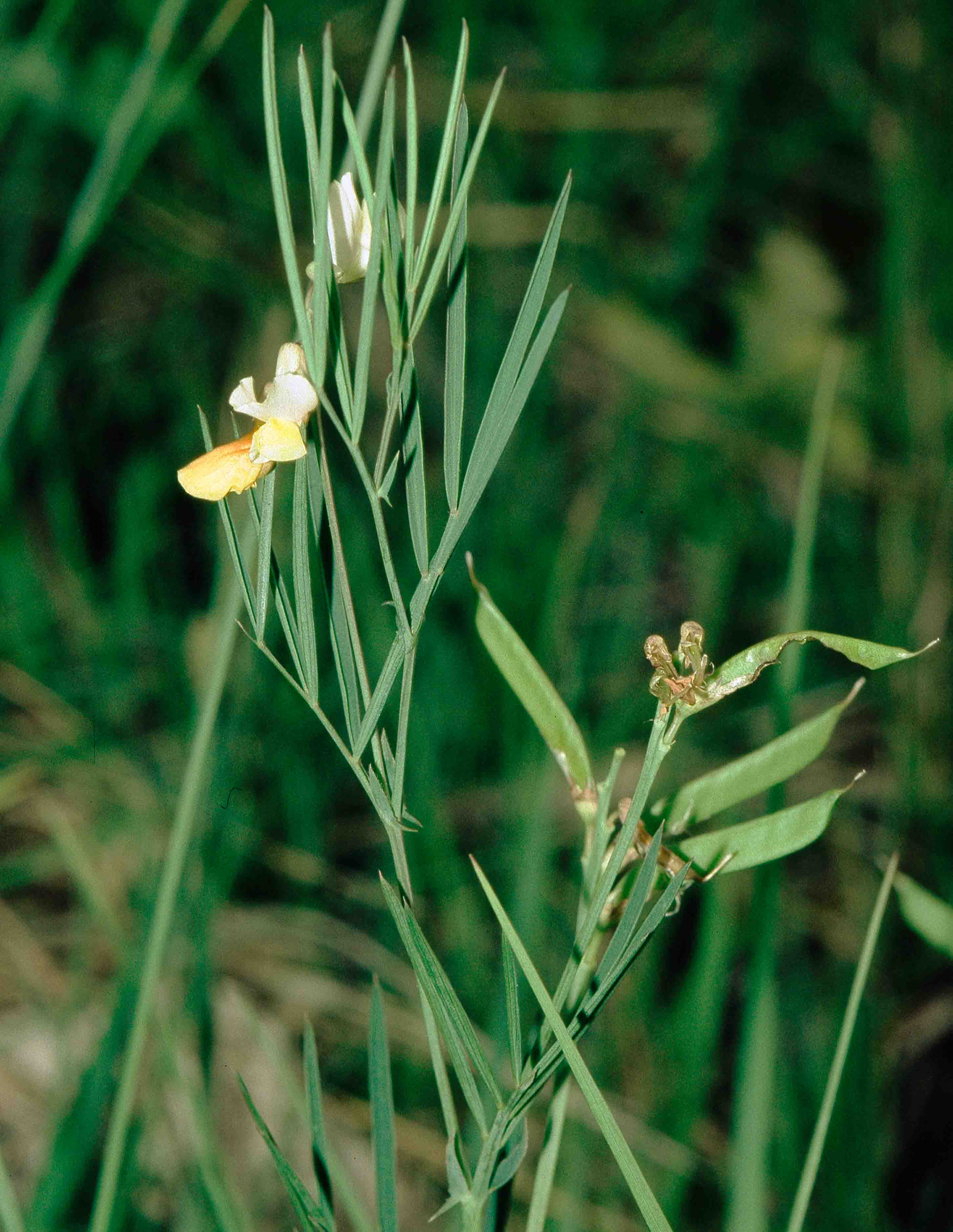